# Antona fixa
Antona fixa är en fjärilsart som beskrevs av Walker 1854. Antona fixa ingår i släktet Antona och familjen björnspinnare. Inga underarter finns listade i Catalogue of Life.